# Bhingapur, Hangal
Bhingapur là một làng thuộc tehsil Hangal, huyện Haveri, bang Karnataka, Ấn Độ.